# Muerte de la Virgen (van der Goes)
La muerte de la Virgen es una obra del pintor flamenco Hugo van der Goes. Está realizado sobre tabla, y fue pintado entre 1477 y 1482. Mide 147,8 cm de alto y 122,5 cm de ancho. Se exhibe actualmente en el Museo Groeninge de Brujas.
Está representada la Virgen María en su lecho de muerte, rodeada por los apóstoles. Por encima de ella, en un plano celestial, ajeno a lo terranal, se aparece Cristo con ángeles, dispuesto a recibir a la Virgen. Se representa un episodio que no proviene del Nuevo Testamento sino de los Evangelios apócrifos y recogido en la Leyenda Áurea de Jacobo de la Vorágine. Era una leyenda muy popular en la Edad Media. Después del Concilio de Trento se abandonaron este tipo de historias sobre personajes sagrados que no estaban recogidas en la Biblia.